# Simon Jespersen
Simon Jespersen (* 23. Juli 2001 in Kopenhagen) ist ein dänischer Motorradrennfahrer.
Jespersen ist der Sohn von Jan Jespersen, der mehrere Jahre in der Motocross-WM fuhr.

## Statistik

### In derSupersport-Weltmeisterschaft
(Stand: 27. Juli 2025)
| Saison | Team                            | Motorrad              | Rennen | Rennen | Siege | Zweiter | Dritter | Poles | Schn. Runden | Punkte | Punkte | Ergebnis |
| ------ | ------------------------------- | --------------------- | ------ | ------ | ----- | ------- | ------- | ----- | ------------ | ------ | ------ | -------- |
| 2021   | Kallio Racing                   | Yamaha YZF-R 6        | 2      | 4      | –     | –       | –       | –     | –            | 15     | 22     | 22.      |
| 2021   | Ten Kate Racing Yamaha          | Yamaha YZF-R 6        | 2      | 4      | –     | –       | –       | –     | –            | 7      | 22     | 22.      |
| 2022   | Kallio Racing                   | Yamaha YZF-R 6        | 12     | 14     | –     | –       | –       | –     | –            | 13     | 40     | 18.      |
| 2022   | CM Racing                       | Ducati Panigale V2    | 2      | 14     | –     | –       | –       | –     | –            | 27     | 40     | 18.      |
| 2023   | VFT Racing Yamaha               | Yamaha YZF-R 6        | 2      | 2      | –     | –       | –       | –     | –            | 6      | 6      | 33.      |
| 2024   | Vince64 by Puccetti Racing      | Kawasaki Ninja ZX-6 R | 2      | 4      | –     | –       | –       | –     | –            | 0      | 0      | 49.      |
| 2024   | Ecosantagata Althea Racing Team | Ducati Panigale V2    | 2      | 4      | –     | –       | –       | –     | –            | 0      | 0      | 49.      |
| 2025   | Ecosantagata Althea Racing Team | Ducati Panigale V2    | 16     | 16     | –     | 1       | –       | –     | –            | 56     | 56     | 14.      |
| Gesamt | Gesamt                          | Gesamt                | 40     | 40     | 0     | 1       | 0       | 0     | 0            | 124    | 124    |          |

### In der FIM-CEV-Moto2-Europameisterschaft
| Saison | Team           | Hersteller | Rennen | Siege | Zweiter | Dritter | Poles | Schn. Runden | Punkte | Ergebnis |
| ------ | -------------- | ---------- | ------ | ----- | ------- | ------- | ----- | ------------ | ------ | -------- |
| 2021   | H43 Escuderias | Yamaha     | 1      | –     | –       | –       | –     | –            | 1      | 30.      |
| Gesamt | Gesamt         | Gesamt     | 1      | 0     | 0       | 0       | 0     | 0            | 1      |          |

### In der FIM-CEV-Superstock-600-Europameisterschaft
| Saison | Team           | Hersteller | Rennen | Siege | Zweiter | Dritter | Punkte | Ergebnis |
| ------ | -------------- | ---------- | ------ | ----- | ------- | ------- | ------ | -------- |
| 2021   | H43 Escuderias | Yamaha     | 1      | –     | –       | –       | 13     | 17.      |
| Gesamt | Gesamt         | Gesamt     | 1      | 0     | 0       | 0       | 13     |          |